# Estrecho del Fury y del Hecla
El estrecho del Fury y del Hecla es un canal de agua estrecho (de 2 a 20 km) localizado en la región Qikiqtaaluk de Nunavut, Canadá. Situado entre la isla de Baffin, al norte, y la península de Melville, al sur, conecta la cuenca Foxe al este con el golfo de Boothia al oeste.
El primer europeo en verlo fue William Edward Parry en 1822. Solía estar siempre cubierto de hielo, dificultando la navegación. El primer tránsito (de oeste a este) fue por un rompehielos a mediados del siglo XX. En el verano de 2016, el estrecho fue transitado de este a oeste por primera vez, por David Scott Cowper.
El Estrecho lleva el nombre de los buques de la Armada Real HMS Fury, comandado por William Edward Parry, y HMS Hecla.
El 2 de noviembre de 2016, CBC News informó que los residentes estaban describiendo un zumbido o murmullo proveniente de las profundidades del estrecho de Fury y Hecla, cerca de Steensby Inlet, donde las minas Baffinland tiene uno de sus puertos.
Paul Quassa, representante de Igloolik ante la Asamblea Legislativa de Nunavut, dijo que el zumbido había estado perturbando a los mamíferos marinos de los que los miembros de la comunidad dependen para su alimentación. El zumbido es muy fuerte, tan fuerte que la totalidad de los buques que transitan por el estrecho puede oírlo transmitido a través de los cascos, sin ningún tipo de ayuda electrónica. La Real Fuerza Aérea Canadiense envió un avión Lockheed CP-140 Aurora a la zona, pero no pudieron detectar el ruido ni su fuente.

## Lectura adicional
- Chandler, F. W. Geology of the Late Precambrian Fury and Hecla Group, Northwest Baffin Island, District of Franklin. Ottawa, Canadá: Energy, Mines and Resources Canada, 1988. ISBN 0-660-12652-4
- Ciesielski, A. The Basement to the Fury & Hecla Group Lithologic, Structural and Geochemical Data, Northwest Baffin Island. Ottawa, Ont: Geological Survey of Canada, 1992.
- Hall, Charles Francis, and J. E. Nourse. Narrative of the Second Arctic Expedition Made by Charles F. Hall His Voyage to Repulse Bay, Sledge Journeys to the Straits of Fury and Hecla and to King William's Land, and Residence Among the Eskimos, During the Years 1864-'69. Washington: G.P.O., 1879.
- Lee, Geoffrey. Note on Arctic Palaeozioc Fossils from the "Hecla" and "Fury" Collections. 1912.

- Datos: Q691945